# Porte de ville de Chalencon
La porte de ville de Chalencon ou porte de Besse (du nom de la seignerie de Besse dont le territoire allait jusqu'aux anciennes fortifications de la baronnie de Chalencon) est une porte située à Chalencon, en France.

## Localisation
La porte est située sur la commune de Chalencon, dans le département français de l'Ardèche.

## Historique
L'édifice est inscrit au titre des monuments historiques en 1927.